# Arqueta amatòria
L'arqueta amatòria, nupcial o cofre d'amor (en valencià cofrens o cofrenet) és una arqueta o cofre ric que s'ofereix com a regal a la promesa; sol estar decorada amb temes i inscripcions al·lusives, en algunes ocasions escenes cavalleresques, associades a la vida trobadoresca. Les més conegudes són les catalanes, de les que es conserva un ampli ventall de la primera meitat del s. XV, que són les que han donat origen a la denominació.

## Procedència
Els estudis actuals entorn d'aquestes peces de mobiliari han desmentit la creença que només existia un únic taller de producció en àrea catalana i que aquest es trobava a Barcelona. Un dels principals indicis que han permès a la historiografia atribuir la producció d'aquest tipus de peça en àmbit català és la llengua en què es troben les inscripcions d'aquestes peces. A partir de les inscripcions que porten pintades en algunes de les seves cares o en la coberta, com ara "Amor, merçè si us plau", es pot conèixer també la seva funció específica, al marge d'altres usos posteriors. Si bé, possiblement el taller més rellevant del qual sortien les peces de major qualitat es trobaria a la ciutat comtal, també se'n produïren en altres tallers de la Corona d'Aragó, València, Castella, Portugal, Galícia i Marsella entre d'altres.

## Funcionalitat
A partir de les inscripcions que porten pintades en algunes de les seves cares o en la coberta s'entén que aquests petits mobles complien la seva escomesa, com a regal del nuvi, el dia que aquest demanava la mà de la seva promesa. Aquest present nupcial estava restringit a les classes altes. En el seu interior es guardaven joies, tot i que amb el temps també s'empraren com a reliquiaris. La documentació de l'època no es deté a descriure de manera detallada aquest tipus de peces però sí que ens permet conèixer la seva importància tant econòmica com simbòlica. Així, apareixen citades dins dels béns atorgats o laxats en els testaments. També s'utilitzaren com a moneda de canvi per saldar comptes, juntament amb altres béns com joies o peces d'orfebreria.
Cal destacar el bon estat en què es troba la major part d'aquestes peces de mobiliari malgrat elaborar-se a partir de materials tan fràgils com ho són la fusta o l'estuc daurat i policromat. Això es deu en part a la substitució de la seva primera funció de caràcter nupcial per una altra posterior de tipus religiós, lligada a la conversió de relíquies. Dos exemplars de principis del segle xv situats a l'església de San Román de Hornija a Valladolid, en són un clar exemple. Aquestes dues mostres foren exposades amb motiu de l'Exposició “Caballeros y caballerías. 500 años del Amadís de Gaula” que se celebrà a la Fundación Museo de las Ferias durant el 2009. Així mateix es feu una anàlisi exhaustiva de l'estat de conservació de les peces i es procedí a realitzar-ne una restauració.

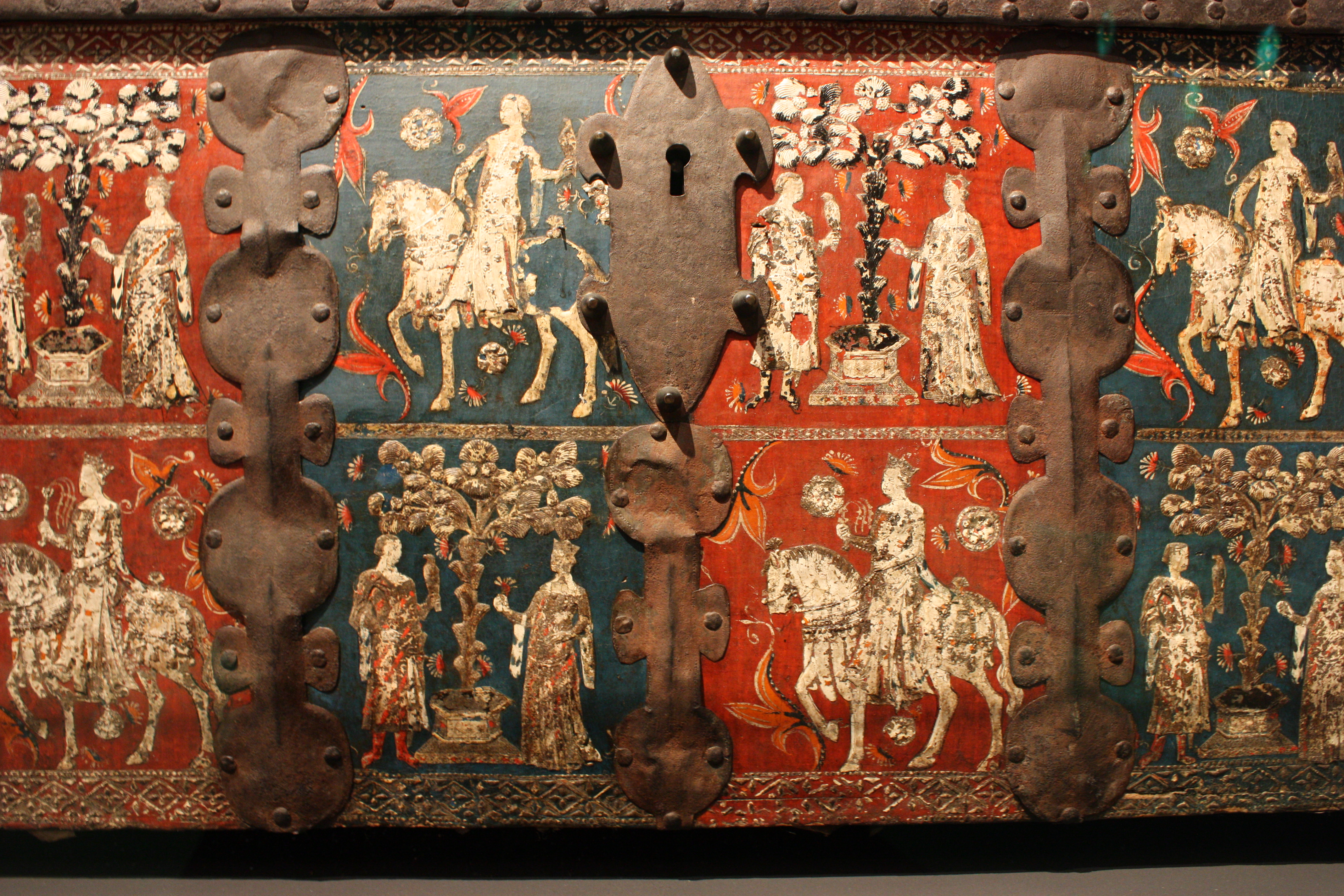
Detall d'una arqueta amatòria amb representació d'escuts, armes, cavallers i dames. Florència: anònim del segle XIV-XIV.

## Materials i tècniques
En els inventaris de finals del segle xiv i del segle xv ja es fa referència a petits cofres o caixetes de fusta pintades, estucades, daurades i ornamentades amb ferramentes metàl·liques (ferro o llautó) en les potes, en el pany i en la nansa. Podien estar folrades d'una planxa de llautó repujat sobre una matriu metàl·lica. D'aquesta manera s'obtenien nombroses planxes repetides que permetien popularitzar aquest tipus d'arquetes. Les figures i els elements de decoració posseïen un marcat relleu aconseguit amb el mateix estuc a base de la tècnica de l'estofat. El fet de tenir constància de nombrosos exemplars amb idèntica decoració però diferents formes o proporcions, confirma la producció en sèrie de tals objectes. En el Museu Nacional d'Art de Catalunya es conserven alguns exemplars prou notables, dos d'ells elaborats amb fusta tova com ara l'àlber amb relleus d'estuc, daurats amb pa d'or i amb restes de policromia i ornaments de llautó. En la mateixa col·lecció s'hi troba també una arqueta procedent de França, possiblement de la zona septentrional, feta a base de fusta i os amb ornaments metàl·lics i tafilet (cuir de cabrit molt prim, brunyit i llustrós). En aquest cas tota la peça està decorada amb representacions zoomòrfiques i a la part de la coberta hi ha representada una dama (possiblement a qui anava destinada l'arqueta) acompanyada d'un unicorn.
La base podia prendre una forma quadrangular, rectangular o cilíndrica. Aquestes darreres, eren realitzades en ivori, en forma de cilindre amb una coberta plana o troncopiramidal. Aquest tipus de valuosos objectes, fabricats en aquest material es citen en la documentació com a contenidors de perfums i procedeixen de tallers del món islàmic.
D'Itàlia procedeix la pastiglia, tècnica que comença a emprar-se des de finals del segle xiv, amb la que es fabricarà una enorme varietat d'arquetes, emprades sobretot en els segles XV i XVI per contenir petits objectes. Aquesta tècnica s'estendrà per nombrosos punts d'Europa i tindrà molta influència en tallers per exemple de Catalunya, on es produïen ja arquetes anomenades amatoris. Aquests objectes es produïren en sèrie amb lleugeres variants en les frases escollides o en l'ordre de les escenes representades. Solen presentar nanses, frontisses i cantoneres de metall generalment de llautó o bronze. Es creu que aquestes caixes i cofres s'empraven a manera d'estoig per l'autèntic regal que podia ser un collaret o un altre tipus de joia.

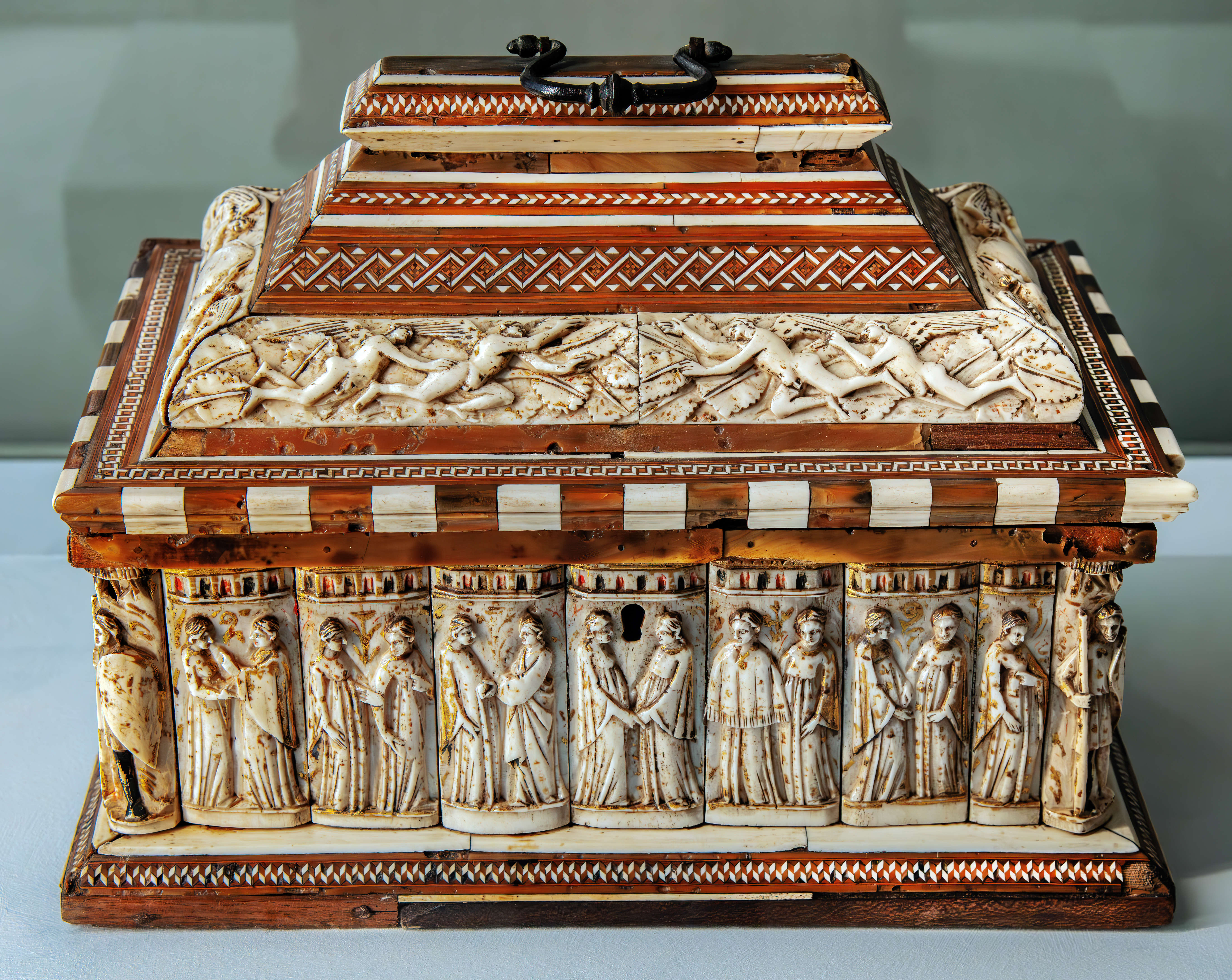
Arqueta amatòria del taller de la família dels Embriachi amb parelles d'enamorats. Esquelet de fusta i recobert amb os i marqueteria. Finals del segle XIV

## Iconografia
La majoria d'elles solen comptar amb una ornamentació figurada amb parelles d'enamorats vestits a la moda de l'època, sobretot del primer quart del segle xv, dins del gòtic internacional que recull el gènere de la literatura cortesana. No obstant es troben algunes variants amb temàtica religiosa com l'Anunciació que no deixa de ser una versió bíblica de la promesa i el compromís.

## Variants en l'àmbit italià
En territori italià, durant el segle xv i principis del XVI s'elaboraren un tipus d'arqueta molt característica, ja que es feien amb la tècnica de la pastiglia, que també es troba aplicada en nombroses arquetes amatòries de la Corona d'Aragó. Aquesta tipologia d'arquetes va sorgir entre les classes benestants de la societat italiana. El matrimoni entre una jove parella esdevenia un negoci important. Entre la scritta (jurament) i les cerimònies nupcials transcorria un llarg temps que servia per preparar tot allò que havia de tenir la llar dels dos joves Era habitual que el promès encomanés a un dels seus parents o amics de portar a la seva promesa, una petita capsa dita coffanetto o forzierino, la qual contenia petits obsequis preciosos com ara conjunts d'agulles de pit, pedres precioses, penjolls o cadenes d'or entre altres objectes preuats.

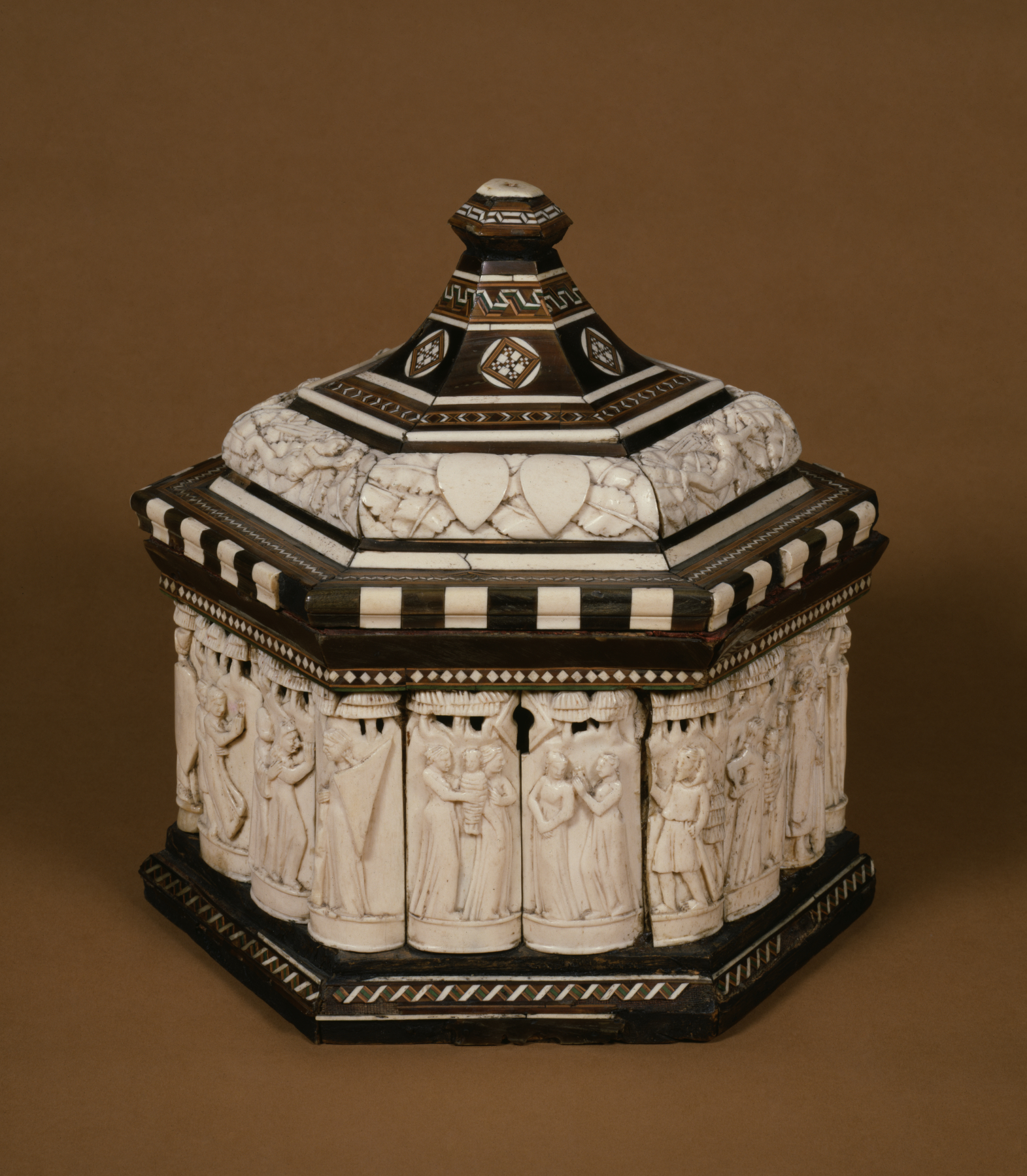
Arqueta amatòria del taller dels Embriachi amb escenes de la vida de Paris. Venècia: Ca. 1430

[També trobem arquetes produïdes en el taller venecià dels Embriachi a finals del segle xiv i la primera meitat del segle xv. Actualment la major part d'aquestes peces es troben conservades en col·leccions particulars d'Espanya, Itàlia i Suïssa. Estan fetes en fusta i ornamentades amb treballs de marqueteria i talles d'os i ivori. El material més emprat era l'os de tíbia de toro i també el de cavall. Es tracta d'obres d'una gran delicadesa, de proporcions reduïdes, i treball preciosista. Se'n troben forces exemplars descrits de manera acurada al catàleg que es feu amb motiu de l'Exposició "Cofres de amor" que s'organitzà al Museu de Belles Arts de Castelló l'any 2007. Aquestes peces mostren una interessant iconografia amatòria que il·lustra històries llegendàries com la de Paris i Helena, Jassó i Medea o la versió cristiana de Susana. Les torres estan sempre presents com a símbol de fidelitat i castedat. Les escenes representades són molt variades i constitueixen una assimilació civil de la tradició religiosa, sent freqüents les escenes galants. Sovint, les nanses, realitzades en llautó o bronze, presenten formes zoomòrfiques molt estilitzades que es repeteixen en pràcticament totes les arquetes d'aquesta tipologia sense pràcticament cap variació. Solien anar ornamentats amb temes cortesans com guerrers i genets, o dames amb arpes vestides a la moda de l'època, temes propis de l'amor cortès, tan de moda en l'Europa d'aquest moment, a més de filactèries i inscripcions amb al·lusions a temes amorosos.